# Paradicula setifer
Paradicula setifer är en fiskart som först beskrevs av Paradice 1927.  Paradicula setifer ingår i släktet Paradicula och familjen tungefiskar. Inga underarter finns listade i Catalogue of Life.